# Toonavora aellaea
Toonavora aellaea is een vlinder uit de onderfamilie Olethreutinae van de familie bladrollers (Tortricidae). De wetenschappelijke naam van het soort is, als Eucosma aellaea, voor het eerst geldig gepubliceerd in 1916 door Turner. 
De mot komt voor in Australië, waar hij  in de staten Queensland en New South Wales voorkomt. De spanwijdte van het dier bedraagt ongeveer 12 mm. De voorvleugels zijn bleek okerkleurig bruin, met donkerbruine transversale lijnen. Op de costa zijn afwisselend donkerbruine en witte strepen te zien. De achtervleugels zijn donkerbruin, maar bleker naar de basis toe.

## Type
- holotype: "female"
- instituut: ANIC, Canberra, Australian Capital Territory, Australia
- typelocatie: "Australia, Queensland, Beerburrum near Nambour"